# Lyman Currier
Lyman Currier (ur. 28 sierpnia 1994) – amerykański narciarz dowolny, specjalizuje się w Slopestyle'u i Half-pipe'ie. Jak dotąd na igrzyskach olimpijskich startował tylko raz a było to w Soczi, gdzie zajął 28. miejsce w debiutującym halfpip'ie. Najlepsze wyniki w Pucharze Świata osiągnął w sezonie 2019/2020, kiedy to zajął 19. miejsce w klasyfikacji generalnej, a w klasyfikacji halfpipe'u był 5. W marcu 2021 zadebiutował podczas mistrzostw świata w Aspen, w których był 11.

## Sukcesy

### Igrzyska olimpijskie
| Miejsce | Dzień     | Rok  | Miejscowość | Konkurencja | Zwycięzca  |
| ------- | --------- | ---- | ----------- | ----------- | ---------- |
| 28.     | 18 lutego | 2014 | Soczi       | Halfpipe    | David Wise |

### Mistrzostwa świata
| Miejsce | Dzień    | Rok  | Miejscowość | Konkurencja | Zwycięzca     |
| ------- | -------- | ---- | ----------- | ----------- | ------------- |
| 11.     | 12 marca | 2021 | Aspen       | Halfpipe    | Nico Porteous |

### Puchar Świata

#### Miejsca w klasyfikacji generalnej
- sezon 2011/2012: 96.
- sezon 2012/2013: 44.
- sezon 2013/2014: 68.
- sezon 2014/2015: 128.
- sezon 2015/2016: 23.
- sezon 2016/2017: –
- sezon 2017/2018: –
- sezon 2018/2019: 210.
- sezon 2019/2020: 19.

Od sezonu 2020/2021 klasyfikacja generalna została zastąpiona przez klasyfikację Park & Pipe (OPP), łączącą slopestyle, halfpipe oraz big air.
- sezon 2020/2021: 36.
- sezon 2021/2022: 32.

#### Miejsca na podium w zawodach
1. Sierra Nevada – 23 marca 2013 (Slopestyle) – 1. miejsce
2. Tignes – 10 marca 2016 (Halfpipe) – 2. miejsce
3. Secret Garden – 21 grudnia 2019 (Halfpipe) – 3. miejsce
4. Mammoth Mountain – 1 lutego 2020 (Halfpipe) – 3. miejsce